# اندیس جهان بان
جهان بان یک اندیس فلزی است که در حوالی شهر بستان اباد استان آذربایجان غربی قرار دارد و مادهٔ معدنی موجود در آن، منگنز است.  